# 程伯中
程伯中，BBS，現任香港中文大學信興高等工程研究所所長及卓敏電子工程學系講座教授。

## 背景
程伯中早年就讀農圃道官立小學及東院道官立小學（1966年上午校），1966年入讀何明華會督銀禧中學，分別在1977年及1981年於利物浦大學獲得電機工程與電子學學士學位（一等榮譽）及博士學位，其後於英國巴思大學電機工程學院從事信號處理和語音編碼之研究。他1982年回港，任教當時的香港理工學院電子工程系；1984年加入香港中文大學電子工程學系，現為該系卓敏講座教授。1998年一月，程教授獲選出任工程學院院長，至2003年十二月卸任。2004年至2008年，程教授出任逸夫書院院長，任期四年。2006年至2014年出任大學副校長。
程教授積極參予各類專業活動，曾於香港工程師學會擔任不同職位，也是英國電機工程師學會理事會會員、電機及電子工程師學會信號處理理論和方法技術委員會委員。此外，他又參予多份權威刊物的編輯工作，曾於1997年至2000年擔任《IEEE信號處理雜誌》副主編；2001年至2003年任《IEEE 信號處理快報》副主編；現任《HKIE雜誌》主編及《數據採集與處理雜誌》編輯委員會名譽委員。程教授身兼英國電機工程師學會和香港工程師學會院士，並在2000年獲頒IEEE Third Millennium Award。
程教授從事的研究包括信息技術、數字信號處理、語音分析／合成、識別、陣列處理及通信等。他出版了一百六十多篇專文，先後於國際性期刊刊登及於國際會議中發表。程教授的學術成就得到國內認同，多所學術機構邀請他出任客座教授，包括北京郵電大學、華中科技大學、東南大學及中國科學院聲學研究所。
程教授熱心參與公共事務，2001年至2006年曾任消費者委員會委員，2002年至2008年為機電工程署電氣安全諮詢委員會委員，現任香港品質保證局董事、香港研究資助局學科小組委員，以及版權審裁署委員。2010年7月1日，香港特別行政區政府為表彰程教授致力推動本港的檢測和認證業，及對創新科技發展的貢獻，特授予銅紫荊星章。

## 現任職務
- 香港中文大學卓敏電子工程學系講座教授
- 香港中文大學信興高等工程研究所所長
- 香港品質保證局董事
- 香港研究資助局學科小組委員
- 版權審裁署委員

## 外部連結
- 香港中文大學程伯中教授簡介 （页面存档备份，存于）
- 二○一○年授勳名單 （页面存档备份，存于）

| 學術機關職務  | 學術機關職務                            | 學術機關職務  |
| ------------- | --------------------------------------- | ------------- |
| 前任： 楊汝萬 | 香港中文大學逸夫書院院長 2004年－2008年 | 繼任： 沈祖堯 |